# 艾哈迈德·阿布·苏德
艾哈迈德·阿布·苏德（阿拉伯語：احمد ابو السعود，1995年5月7日—），约旦男子竞技体操运动员，2022年世界竞技体操锦标赛男子鞍马银牌得主、2023年世界竞技体操锦标赛男子鞍马铜牌得主。